# Lill-Bergtjärnen, Medelpad
Lill-Bergtjärnen är en sjö i Sundsvalls kommun i Medelpad och ingår i Selångersåns huvudavrinningsområde.